# Sestao River Club
Sestao River Club is een Spaanse voetbalclub. Thuisstadion is het Las Llanas in Sestao in de autonome regio Baskenland. Het team speelde sinds 2021-2022 weer in de Segunda División RFEF.

## Historie
Sestao River Club wordt opgericht in 1996 als opvolger van Sestao Sport Club wat altijd de bijnaam River droeg. Deze club bestond meer dan 80 jaar en werd uiteindelijk failliet verklaard.
Sestao River Club begint haar historie in de lagere divisies in Baskenland voordat het in 1999 de Tercera División binnenkomt. Het speelt hier elk jaar mee om een plaats in de play-offs en in 2004 wordt voor het eerst promotie behaald naar de Segunda División B via een kampioenschap. Het optreden aldaar duurt slechts een jaar, maar een jaar na de degradatie weet de club gelijk weer te promoveren en speelt de daaropvolgende vier seizoenen op de derde niveau van het Spaanse voetbal.  Het seizoen 2009-2010 werd het enige seizoen op het Tercera División niveau, waar het als derde eindigde, zich plaatste voor de play off en die met promotie afsloot.  Het team speelt zo sinds 2011-2012 weer in de Segunda División B.  Het meest succesvolle seizoen kent de ploeg tijdens jaargang 20113-2014, waar het kampioen werd, maar tijdens de eindronde de promotie misloopt.  Na het seizoen 2016-2017 zet de ploeg na een negentiende plaats wee een stapje terug naar de Tercera División.
Op het einde van het overgangsseizoen 2020-2021 kon de ploeg een plaats afdwingen in de nieuw opgerichte reeks Segunda División RFEF.  Tijdens het seizoen 2022-2023 werd de ploeg kampioen van Groep 2 en zo klom de ploeg vanaf seizoen 2023-2024 naar de Primera Federación, oftewel een terugkeer naar het derde niveau van het Spaans voetbal.

## Gewonnen prijzen
- Tercera División: 2003/04 en 2005/06
- Segunda División B: 2013/14 (geen promotie)
- Segunda Federación: 2022/23

## Bekende spelers
- Iñaki Lafuente